# آيت العربي (سيدي الغندور)
آيت العربي هي إحدى مشيخات المملكة المغربية، تتبع جغرافيا لإقليم الخميسات وإداريًا لسيدي الغندور. يقدر عدد سكانها بـ 4714 نسمة حسب الإحصاء الرسمي للسكان والسكنى لسنة 2004.